# Real Club Náutico de Roquetas de Mar
El Real Club Náutico de Roquetas de Mar es un club náutico situado en Roquetas de Mar, Andalucía (España). Está constituido como club deportivo, privado y sin ánimo de lucro, al amparo de la Ley 6/1998, de 14 de diciembre, del Deporte en Andalucía.

## Historia
Fue fundado en Asamblea Constituyente el día 28 de febrero de 1976 con la denominación de Club Náutico de Roquetas de Mar. Por concesión del rey Juan Carlos I, en acuerdo de fecha 26 de febrero de 2007, se le otorgó el título de “Real”, pasando así a denominarse, desde esa misma fecha, Real Club Náutico de Roquetas de Mar.